# Adolf Ónodi
Adolf Ónodi (ur. 7 listopada 1857 w Miszkolcu, zm. 15 listopada 1919 w Bieczu) – węgierski lekarz, chirurg i laryngolog.

## Życiorys
Studiował na Uniwersytecie w Budapeszcie. W 1880 został asystentem, w 1881 doktorem medycyny ogólnej. W 1886 roku, po powrocie z Neapolu, gdzie prowadził badania w stacji zoologicznej Dohrna, został wykładowcą histologii i embriologii. W 1894 roku został specjalistą otorynolaryngologii, profesorem i szefem szpitala. Od 1896 roku członek Węgierskiej Akademii Nauk.
W 1897 został wybrany prezesem honorowym sekcji laryngologicznej Versammlung deutscher Naturforscher und Ärzte.

## Wybrane prace
- Ueber das Verhältniss der spinalen Faserbündel zu dem Grenzstrange des Sympathicus. Archiv für Anatomie und Physiologie (1884)
- Ueber die Entwickelung der Spinalganglien und der Nervenwurzeln. Internationale Monatsschrift für Anatomie und Histologie (1884)
- Leitfaden zu Vivisectionen am Hunde. Stuttgart 1884
- Ueber die Verbindung des Nerv. opticus mit dem Tuber cinereum. Monatsschrift für Anatomie u. Histologie 3 (7), s. 247–250 (1886)
- Ueber die Entwickelung des sympathischen Nervensystems. Archiv für Mikroskopische Anatomie (1886)
- Neurolog. Unters. an Selachiern. Internationale Monatsschrift für Anatomie und Histologie (1886)
- Neurolog. Unters. an Selachiern. Archiv für Anatomie und Physiologie (1887)
- Rhinolaryngol. Casuistik Pest, m.-ch. Pr. 1892
- Untersuchungen zur Lehre von den Kehlkopflähmungen. Berliner klinische Wochenschrift (1893)
- Die Nasenhöhle und ihre Nebenhöhlen. Wien, 1893
- Die Innervation des Kehlkopf. Wien 1895
- Die Phonation im Gehirn. Berliner klinische Wochenschrift (1894)
- Zur Pathologie der Phonationscentren. Monatsschr. für Ohr, Kehlk. (1898)
- Beitr. zur Kenntniss der Kehlkopfnerven. Archiv für Laryngologie (1899)
- Die respirator. phonator. Nervenbündel des Kehlkopfes. Archiv für Laryngologie (1899)
- Das subcerebrale Phonationscentrum. Archiv für Laryngologie (1899)